# Anaxyrus hemiophrys
El sapo canadiense (nombre científico: Anaxyrus hemiophrys, antigua nomenclatura: Bufo hemiophrys) es una especie de anuro de la familia de las Bufonidae. Es nativo del centro-sur de Canadá y del centro-norte de Estados Unidos.
Habita pastos, praderas, llanuras y parques temáticos; lugares de suelo blando. Pueden ser encontrados en el agua o en la tierra cuando están inactivos. Depositan sus huevos en lagos, lagunas, pantanos, arroyos tranquilos, agujeros y en vallas en la carretera.